# 24 Ursae Minoris
24 Ursae Minoris (24 UMi / HD 166926 / HR 6811) es una estrella en la constelación de la Osa Menor de magnitud aparente +5,77. Sin letra griega de Bayer, es comúnmente conocida por su número de Flamsteed. Se localiza a unos 3º del polo norte celeste y a 23 minutos de arco de Yildun (δ Ursae Minoris). Se encuentra a 156 años luz del sistema solar, una distancia poco menor de la que nos separa de Yildun, estando ambas estrellas separadas 27 años luz de distancia.
De tipo espectral A2m, 24 Ursae Minoris es una estrella blanca de la secuencia principal. La m de su clasificación indica que es una estrella con líneas metálicas, cuyo espectro presenta proporciones anómalas de metales. Con una temperatura superficial de 9200 K, es 10 veces más luminosa que el Sol, siendo su radio un 20% mayor que el radio solar. De acuerdo a su temperatura, su luminosidad es demasiado baja; o bien es demasiado caliente para su luminosidad, lo que puede achacarse a su estatus de estrella Am. Consecuentemente, su velocidad de rotación (55 km/s) es baja para una estrella de tipo A.